# Cathédrale Saint-Augustin de Tucson
Cette  cathédrale n’est pas la seule cathédrale Saint-Augustin.
La cathédrale Saint-Augustin est la cathédrale du diocèse de Tucson. Elle est située à Tucson, en Arizona, aux États-Unis.

## Histoire
L'histoire de la paroisse commence avec la création de la chapelle du presidio royal San Agustin à Tucson, construit en 1776. Dans les années 1800, le presidio et sa chapelle étaient tous deux désaffectés, et le père Joseph Machebeuf fut envoyé pour s'assurer de l'état de la région dans les années 1860. Il avertit l'évêque de Santa Fe qu'un prêtre devrait être assigné au lieu, habité par 600 personnes.
Le père Jean B. Salpointe fut nommé curé de la nouvelle église en 1866. Les travaux de l'église, alors déjà désignée couramment par le terme de « cathédrale » s'achevèrent en 1868. Le Saint-Siège déclara cette zone de l'Arizona vicariat apostolique la même année et Salpointe en devint le vicaire apostolique.
L'église fut rebâtie par Peter Bourgade (en) en 1897. Les plans originaux prévoyaient une structure gothique mais les clochers ne furent jamais terminés. Ce ne fut qu'en 1928 que la structure en brique fut transformée en sa forme actuelle, de style baroque mexicain, notamment sa façade en pierre taillée, inspirée par la cathédrale de Querétaro, au Mexique.
Un projet de restauration a entièrement démoli et reconstruit la cathédrale, à l'exception de sa façade et de ses tours, à l'occasion du centenaire de l'achèvement de la première structure. Ces travaux s'étalèrent de 1966 à 1968,.

## Architecture
La cathédrale possède une façade élaborée, faite en pierre de taille et comportant les armes de Pie XI, Pape à l'époque de la construction. Diverses plantes indigènes du désert y sont également représentées, comme le yucca et la fleur de saguaro ainsi qu'une représentation de la mission San Xavier del Bac.
Le grand crucifix du XIIe ou XIIIe siècle accroché dans le chœur de la cathédrale fut réalisé à Pampelune, en Espagne.
Le sol de la cathédrale est légèrement incliné, de sorte que l'autel principal soit bien vu par tous les fidèles. Ceux-ci disposent de 1 250 places assises.
L'orgue fut conçu et construit par David McDowell à Tucson et possède 38 jeux.

## Nouvelle apparence
En même temps que le projet de restauration terminé en 1968, la cathédrale fut restaurée par John Alan, un artiste de Phoenix cherchant à préserver le patrimoine. Celui-ci a amélioré l'église en utilisant des peintures en trompe-l'œil et différents ornements pour rendre l'atmosphère de l'église plus accueillante.
Ainsi, les vitraux ont été rafraîchis. Ceux situés le plus haut rendent hommage aux apôtres et aux quatre premiers évêques de Tucson. Les plus bas racontent l'histoire de saint Augustin. Les autels latéraux, et leurs retables, sont faits de bois sculpté et sont consacrés au Saint-Sacrement et à Notre-Dame de Guadalupe. Enfin, l'élément central est le crucifix de Pampelune. Celui-ci, sculpté en Espagne, a au moins 600 ans. Il fut offert à la cathédrale et installé en 1981. Situé derrière l'autel, il s'élève à plus de 5 m et pèse 910 kg. Les autres éléments restaurés furent l'éclairage et la sonorisation, les murs extérieurs, la statue presque centenaire de l'Immaculée-Conception et celle du Sacré-Cœur de Jésus.
La réparation, du toit au plancher, a duré plus de deux ans. Pour célébrer son achèvement, une messe de re-consécration fut célébrée par l'évêque, Gerald Kicanas (en) le 12 février 2011, avec plusieurs centaines de fidèles. Ces rénovations, dont le coût total a dépassé le million de dollars ont été financées par des dons des membres du diocèse.

## Galerie

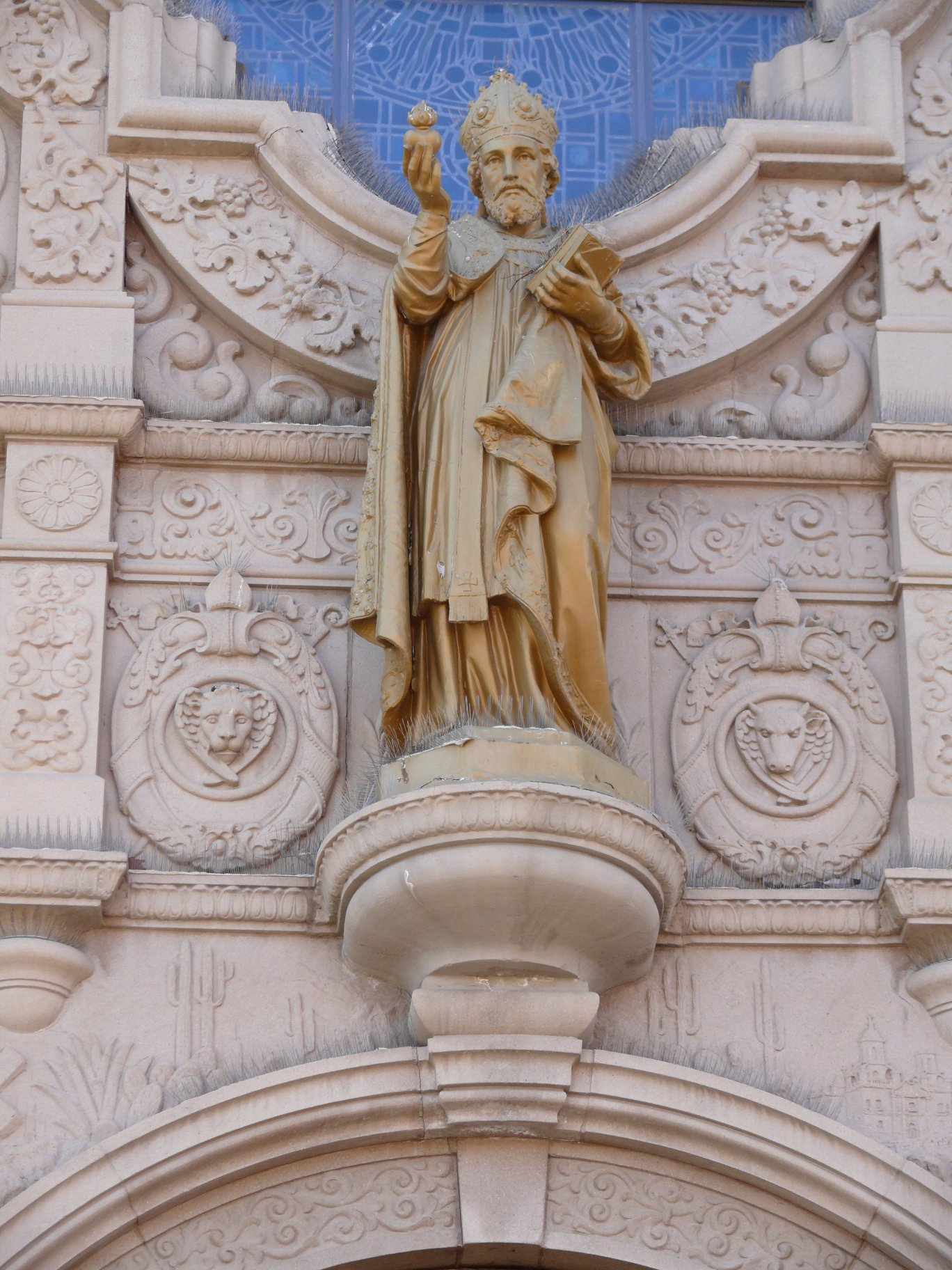
Détail de la façade.
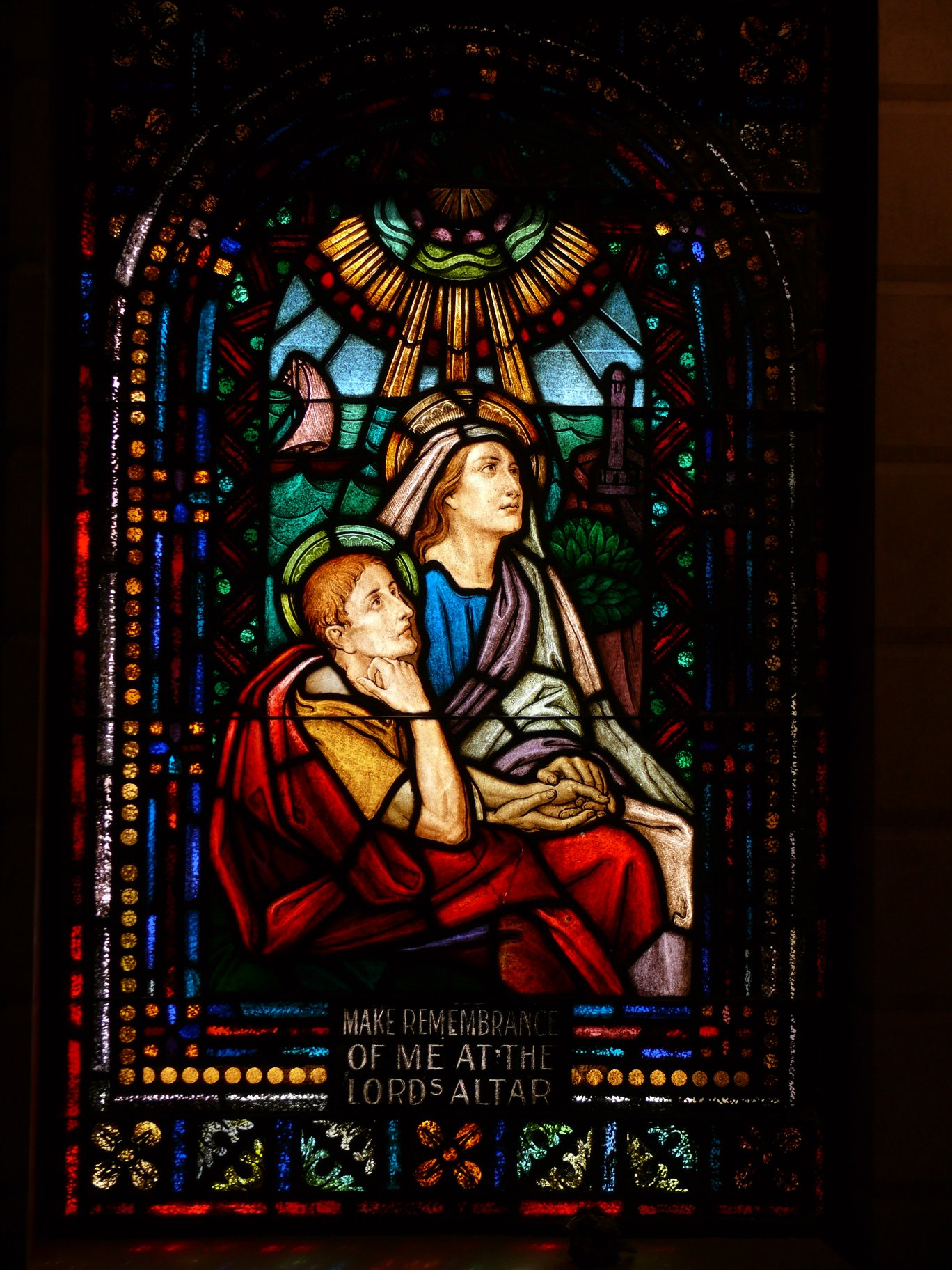
Le vitrail de sainte Monique.
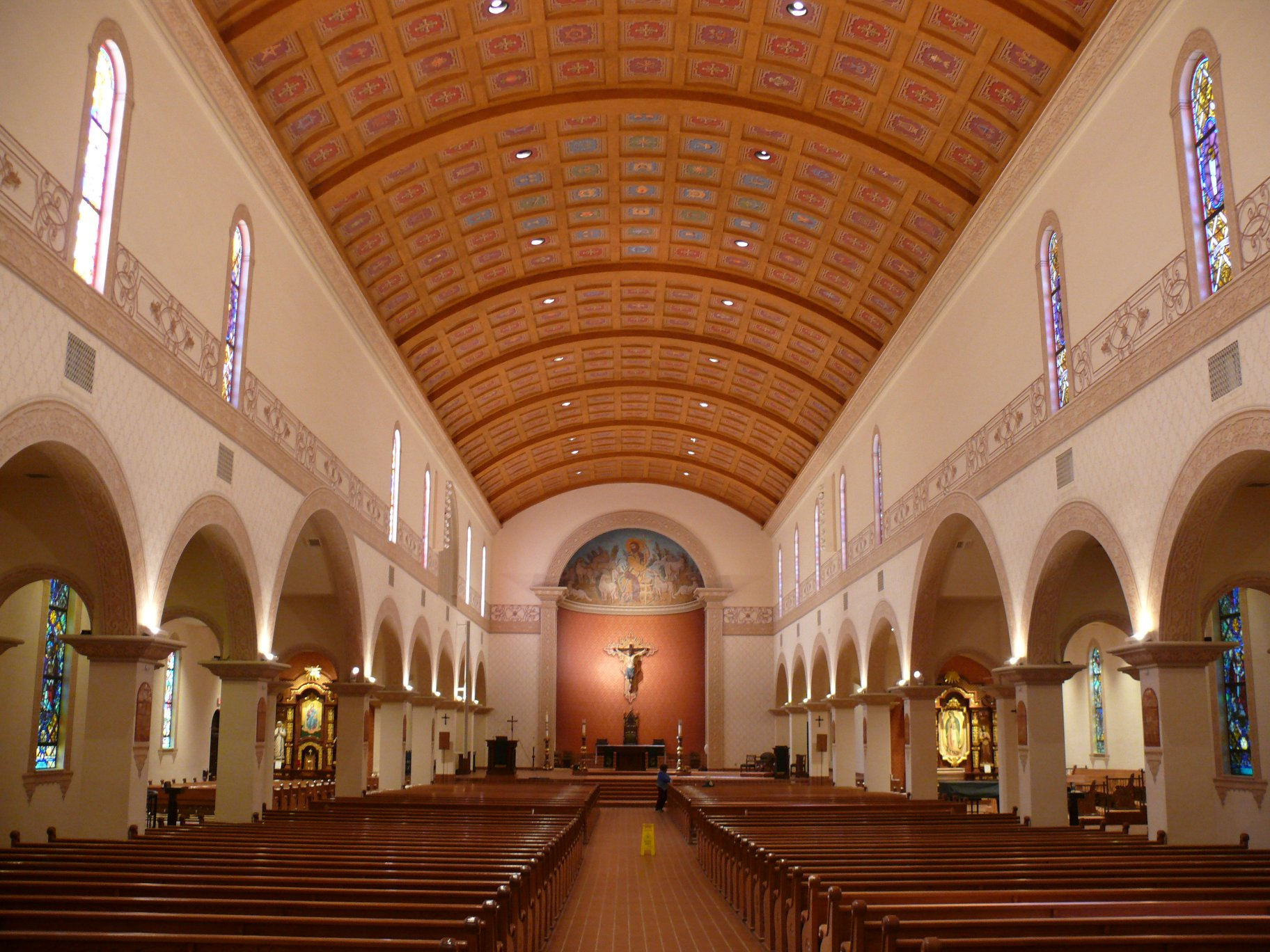
La nef.
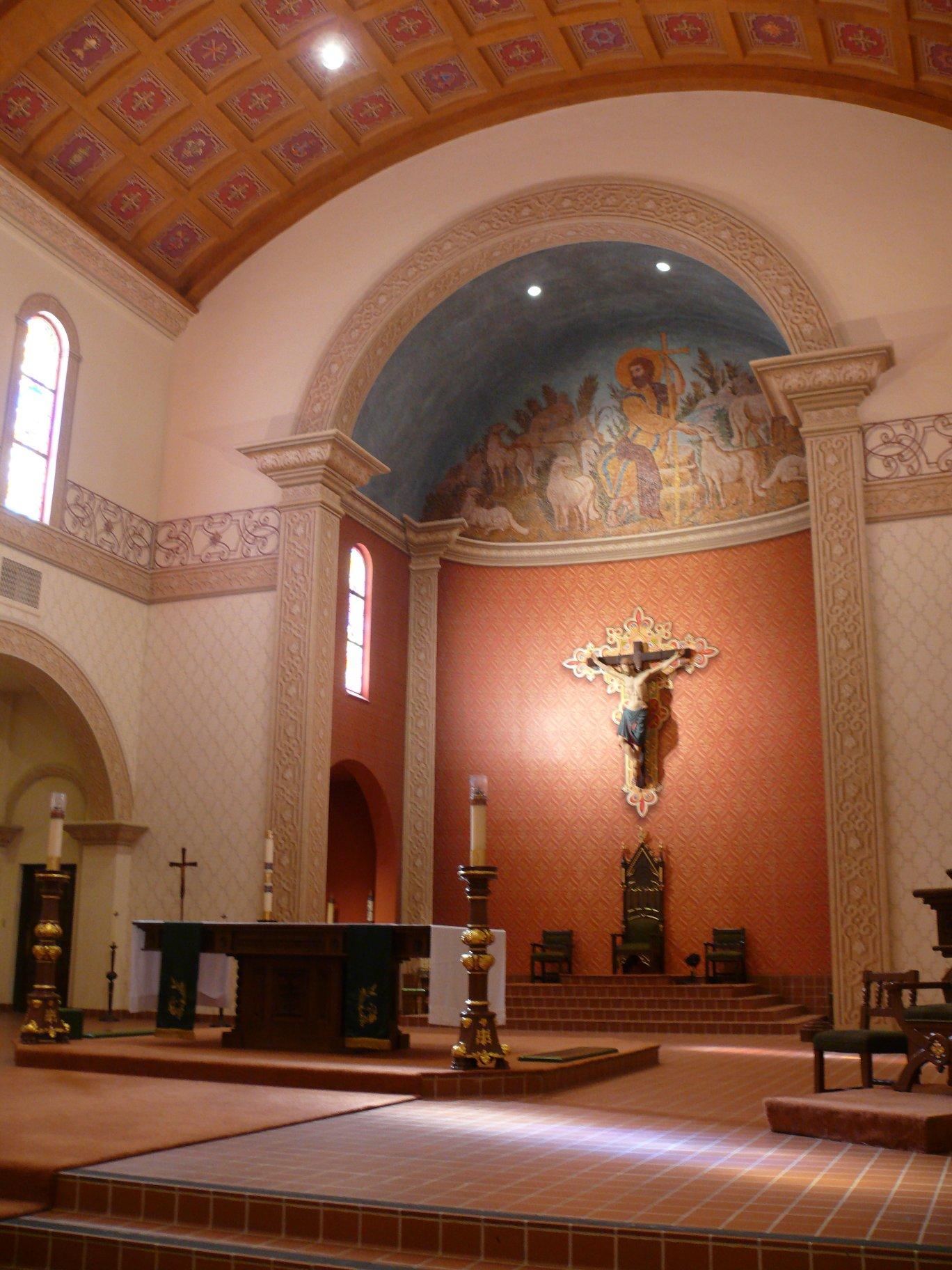
Le chœur.
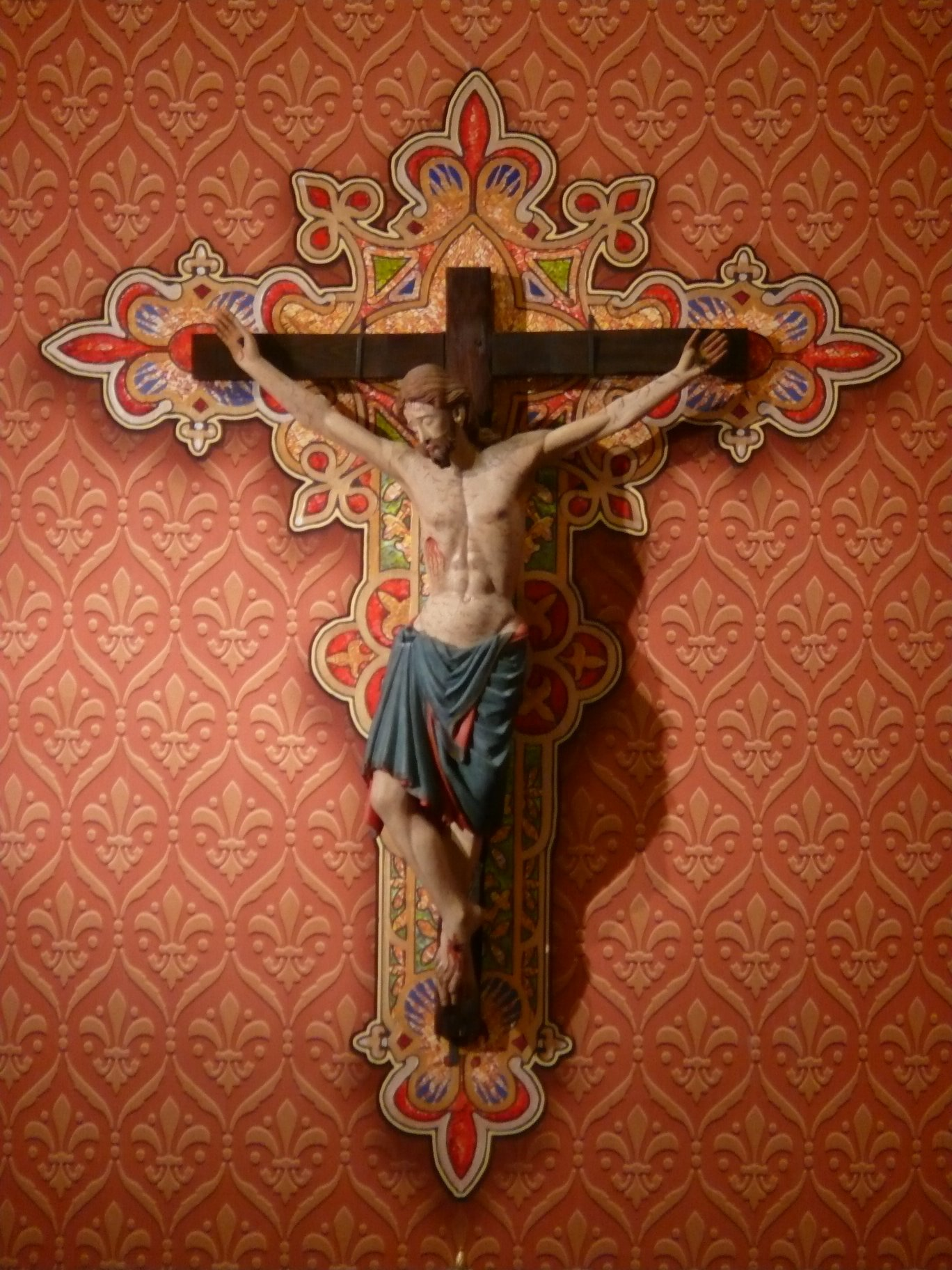
Le crucifix de Pampelune.